# 贾钦托·布兰迪

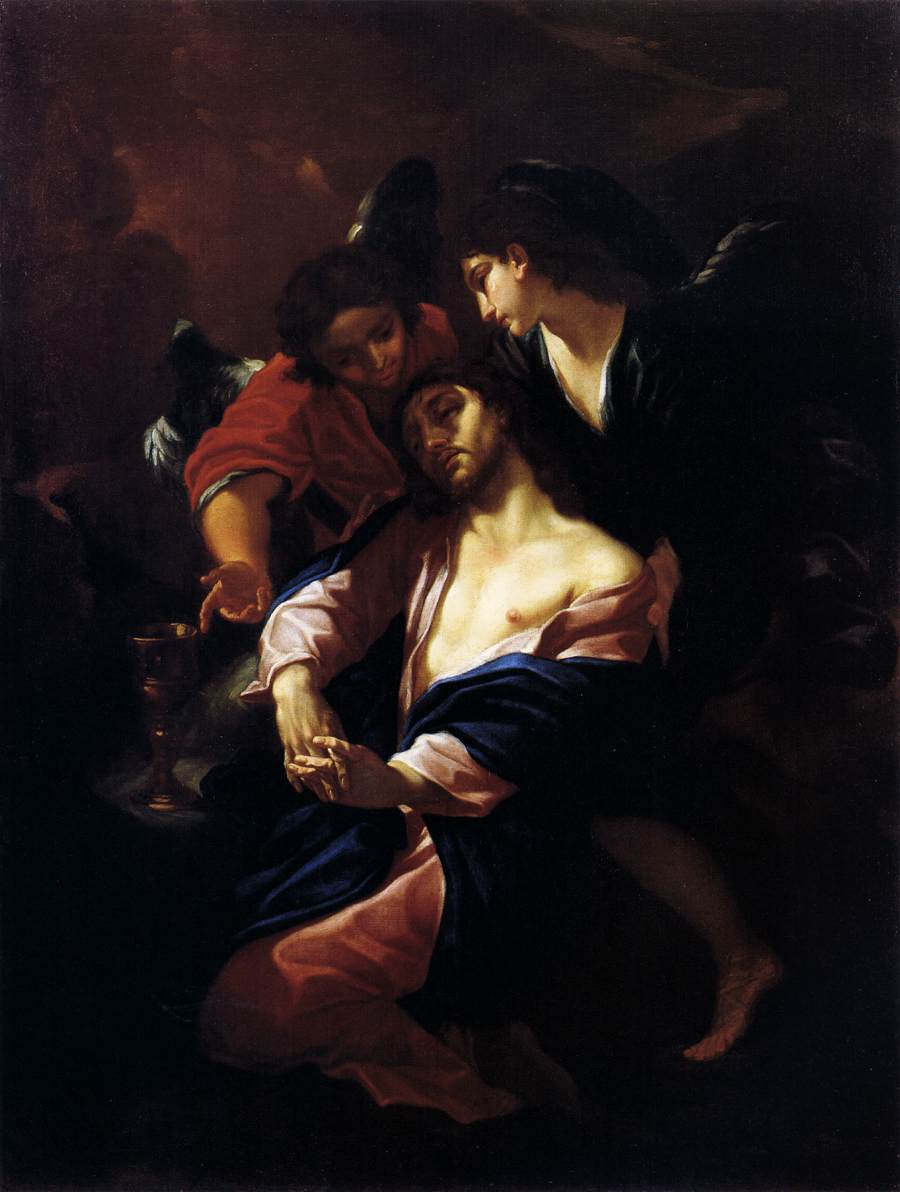
贾钦托·布兰迪的画作

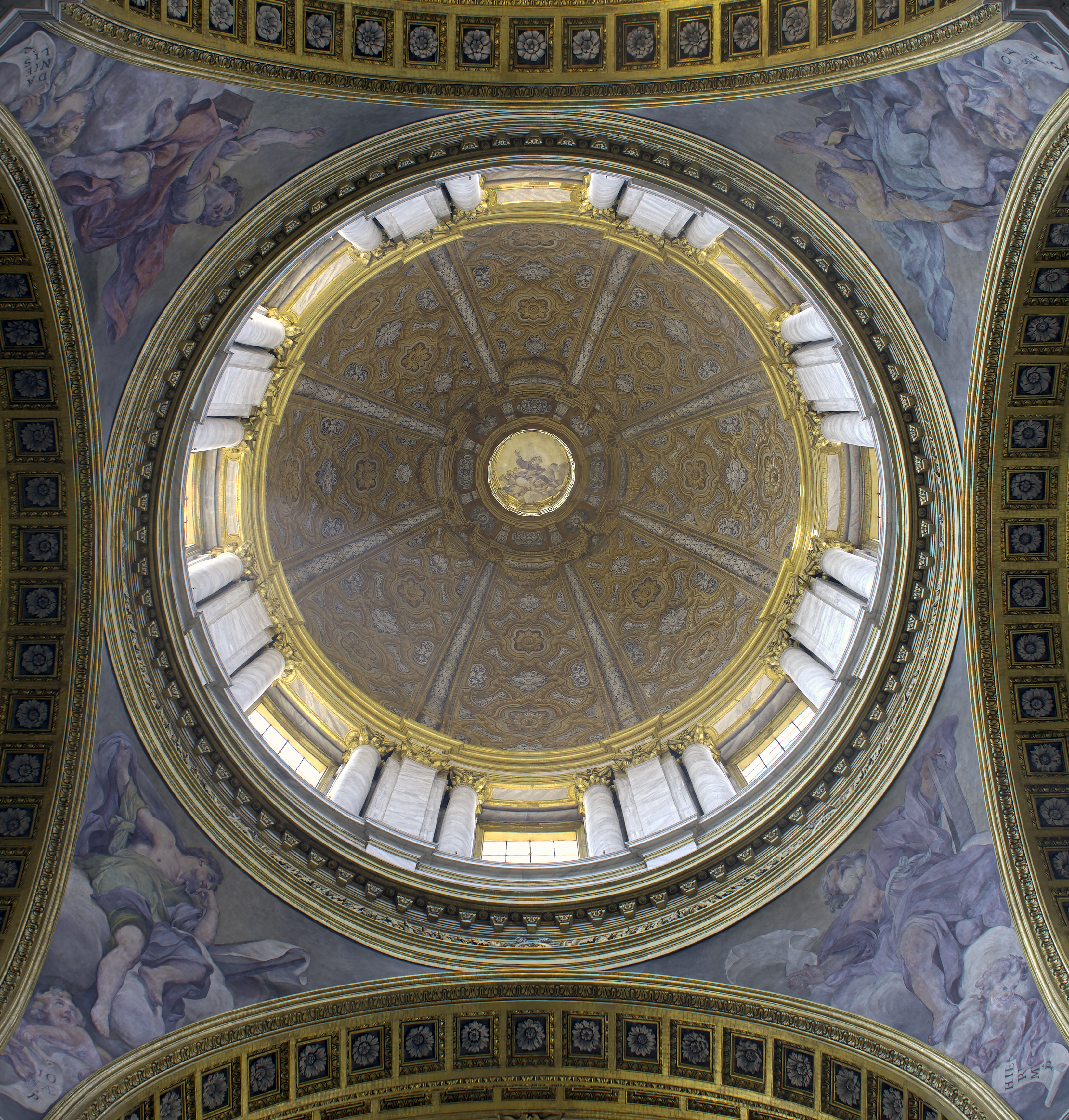
圣嘉禄堂天顶画

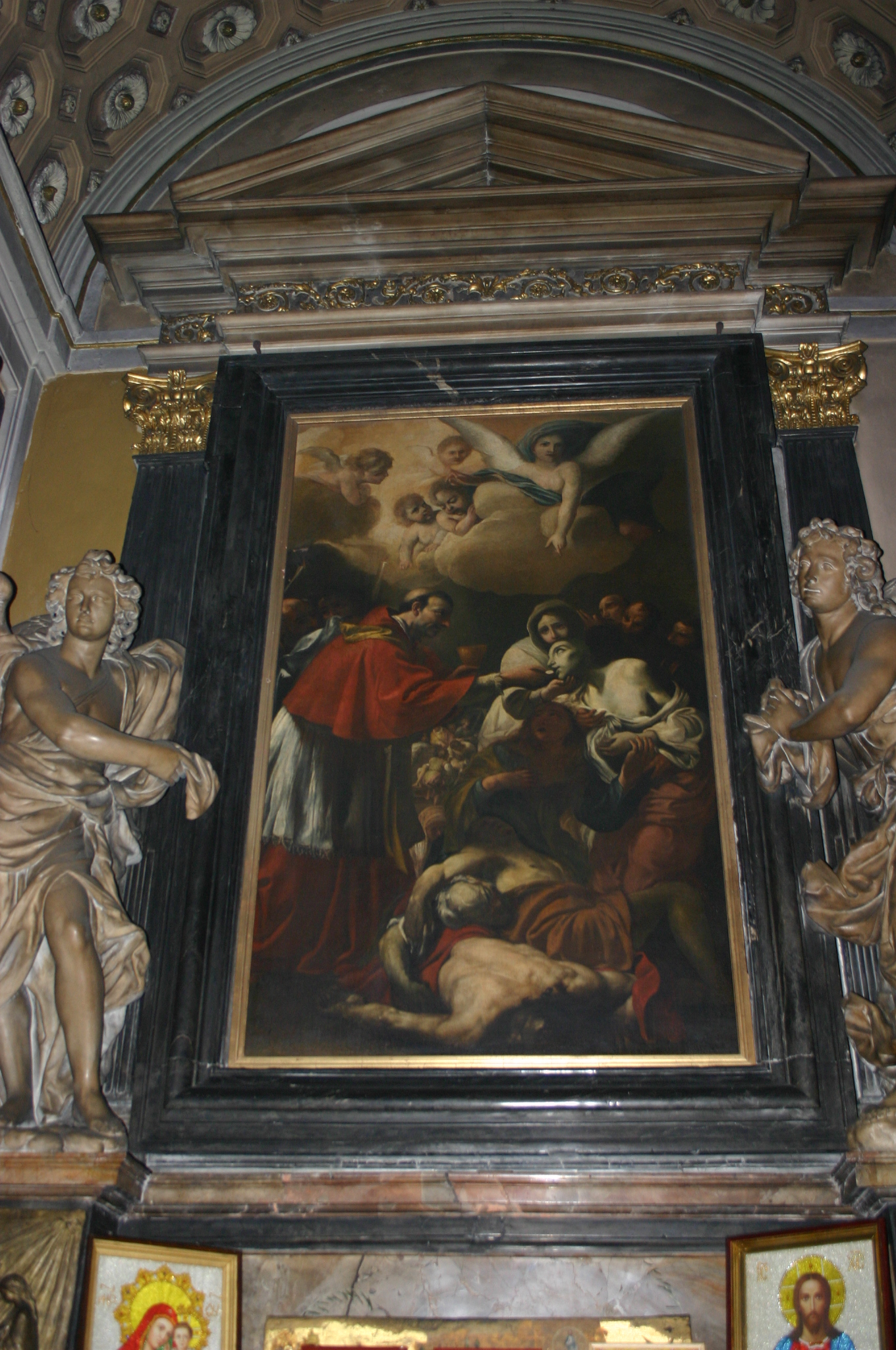

贾钦托•布兰迪（意大利文：Giacinto Brandi，1621年—1691年）是意大利巴洛克时期画家，主要活跃于罗马和那不勒斯。

## 生平
贾钦托•布兰迪出生于拉吉歐的波利，在罗马著名的雕塑家亚历山德罗•阿尔加迪工作室受训，后者曾指出，布兰迪更适合绘画。他进入了乔凡尼•贾科莫•塞门蒂的工作室。1638年，他前往那不勒斯，1647年返回罗马，在乔凡尼•拉弗朗科手下工作，在那儿，布兰迪结识马蒂亚•普乐迪，两个艺术家经常合作。

他的作品分布在罗马的巴洛克教堂，包括圣嘉禄堂天顶画（1670年–1671年）、圣西尔维斯特、圣安德肋堂、拉塔路圣母堂通道的油画《圣安德烈》（1650年），为《圣弗朗西斯科得圣痕》作的《四十殉道者》（1660年），稣和玛利亚教堂主祭坛画《圣母加冕》（1680年），科西尼画廊油画《诺亚醉酒》，维罗纳奥格诺的圣玛利亚教堂的《圣母升天》（1655年），纳沃利广场潘菲利宮壁画来自奥维德的《变形记》（1651年–1653年），圣卡罗卡蒂纳利的《圣比亚焦受难》。在1647年，他加入了罗马的善良会众神殿，1651成为圣卢卡协会画家。1663年，他为加埃塔大教堂地穴绘制了壁画《圣伊拉斯谟的生活》。他的一些其他作品在米兰、托莱多和萨拉戈萨。